# Sergi Reboredo Manzanares
Sergi Reboredo Manzanares   (Badalona, 1971) és un fotòperiodista català reconegut per les seves fotografies i reportatges sobre reportatge social, fotoperiodisme i viatges.
Va estudiar a l'Institut d'Estudis Fotogràfics de Catalunya (IFEC) entre 1998 i 2001, d'on és professor des del 2005. Ha publicat llibres i fotografies i reportatges en diaris i revistes com el National Geographic, Financial Times, Discovery Channel, The Guardian, GEO o El Periódico. El 2023 va fer l'exposició fotogràfica Punt de no retorn, a la Seu d'Andorra, l'Escala i Castellvell, sobre l'avanç del canvi climàtic.
Entre els reconeixements, té el Premi de la Fundació Drets Civils 2003, va ser nominat el 2012 al premi Pictet del Financial Times, va rebre l'Humanity Photo Award de la Unesco del 2015, i el premi a la millor fotografia en ciutats africanes de la Casa Àfrica del 2018.

## Publicacions
- Barcelona 2004 como mentira. Barcelona: Belaqua, 2004
- 101 lugares de Cataluña sorprendentes, Anaya Touring, 2022.[8]
- Trenes por España, 2023.[9]